# Botond Roska
Botond Roska est un médecin et chercheur biomédical hongrois né le 17 décembre 1969. Une grande partie de ses recherches concerne les voies de la perception visuelle et la manière de traiter les maladies qui causent la cécité.

## Jeunesse et formation
Botond Roska est né en 1969 à Budapest. Sa mère est musicienne et son père, Roska Tamás, est informaticien,. Il étudie le violoncelle à l'Université de musique Franz-Liszt de 1985 à 1989, mais une blessure à la main met fin à sa carrière de violoncelliste. Il fait alors à la place des études de médecine et de  mathématiques. Il efectue ses études de mathématiques à l'Université Loránd-Eötvös de 1991 à 1995. Il obtient un doctorat en médecine à l'Université Semmelweis en 1995, puis un Ph.D. en neurobiologie à l'Université de Californie à Berkeley,.

## Carrière
Après son doctorat, Botond Roska effectue des recherches en génétique et en virologie, avec le soutien de la Harvard Society of Fellows, à l'Université Harvard et à la Harvard Medical School. Il installe  ensuite à Bâle un groupe de recherche à l'Institut Friedrich Miescher de recherche biomédicale (en). En 2010, Botond Roska est nommé professeur à l'Université de Bâle. Il est le directeur-fondateur de l'Institut d'ophtalmologie moléculaire et clinique de Bâle (IOB) en Suisse et conseiller de l' Institut Allen. Il est co-éditeur de la Annual Review of Neuroscience avec Huda Zoghbi depuis 2017.

## Recherche
Une grande partie des recherches de Botond Roska porte sur la perception visuelle, y compris ses principes et les voies de traitement de l’information. Il étudie également des thérapies pour lutter contre les troubles visuels et redonner la vue aux personnes malvoyantes. En 2018, son équipe de recherche a réussi à développer une rétine artificielle fonctionnelle en laboratoire.

## Prix et distinctions
- En 2019, Botond Roska reçoit le prix Semmelweis Budapest, la plus haute distinction décernée par l'Université Semmelweis.

- En 2019 également, il reçoit l'Ordre de Saint-Étienne de Hongrie, l'ordre le plus élevé de Hongrie[7] et le prix Louis-Jeantet de médecine[1].

- En 2020, il obtient le prix scientifique européen Körber pour ses recherches sur une thérapie génique qui pourrait potentiellement être utilisée pour réactiver la rétine des personnes aveugles[4].
- En 2024, il reçoit le prix Wolf de médecine conjointement avec José-Alain Sahel pour le sauvetage et la restauration de la vue chez les personnes aveugles grâce à l'optogénétique.